# ミッドナイトガレージ
ミッドナイトガレージは、1991年ごろから2005年3月に放送されたラジオ関西の深夜放送番組。

## 概要
ラジオ関西は1980年代までは深夜放送は午前2時ごろまでで終了していたが、深夜放送のより一層の充実を図る目的で、3時まで延長することになった。ラジオ関西の深夜放送の看板としてはジャズとアニメ番組（アニラジ）が中心だったが、この番組は大人のリスナー層（特に夜勤中のサラリーマンやトラック運転手など）をターゲットに、演歌やポップス歌手らが日替わりで番組を担当した。
開始当初は40分番組（月-木曜=実際の日付では火-金曜）2:20-3:00でスタートし、その後2:10-2:50→2:30-3:00（10分短縮し30分番組）と時間枠を移動。また開始当初は東京支社で製作された番組が主だったが、後期は神戸本社で製作される番組も多かった。2005年3月の深夜番組の全面改正でこの番組は放送終了となった。